# Haku (prénom)
Haku (はく) est un prénom japonais unisexe.

## En kanji
Ce prénom peut s'écrire 白, ce qui signifie blanc/innocent.

## Personnes célèbres
- Kiyoko Haku est un mangaka japonais.
- Haku est un personnage du Voyage de Chihiro. C'est un dragon esprit d'une rivière employé aux bains publics de la sorcière Yubaba.

## Dans la fiction
- Haku est un personnage du manga Naruto.
- Haku est un personnage du film d'animation Le Voyage de Chihiro.
- Haku est une fanmade chez les Vocaloid.